# 武胜县中医院
武胜县中医院是一所位于中国四川省武胜县沿口镇新建南路11号的二级甲等医院，它是重庆医科大学附属医院技术指导医院，综合设施在武胜仅次于武胜县人民医院。

## 历史
武胜中医院创建于1974年8月，前身为中医进修学校，1979年7月经武胜县人民政府批准将“武胜县中医进修校更名为武胜县中医院”为全民所有制，隶属武胜县卫生局领导。1998年5月达到国家二级乙等医院标准，2002年11月达到国家二级甲等医院标准。

## 概况
医院目前占地22亩，建筑面积21675平方米，业务用房13500平方米，固定资产2500万元，在岗职工200人，病床200张。
医院设置齐全，门诊部设有内、外、妇、儿、急诊、皮肤、痔瘘、骨伤、口腔、五官、针灸、理疗等30多个临床医技科室。住院部设有内科、传染科、外科、骨科、妇产科、儿科、手术室、重症监护室。